# Rodolfo Chikilicuatre

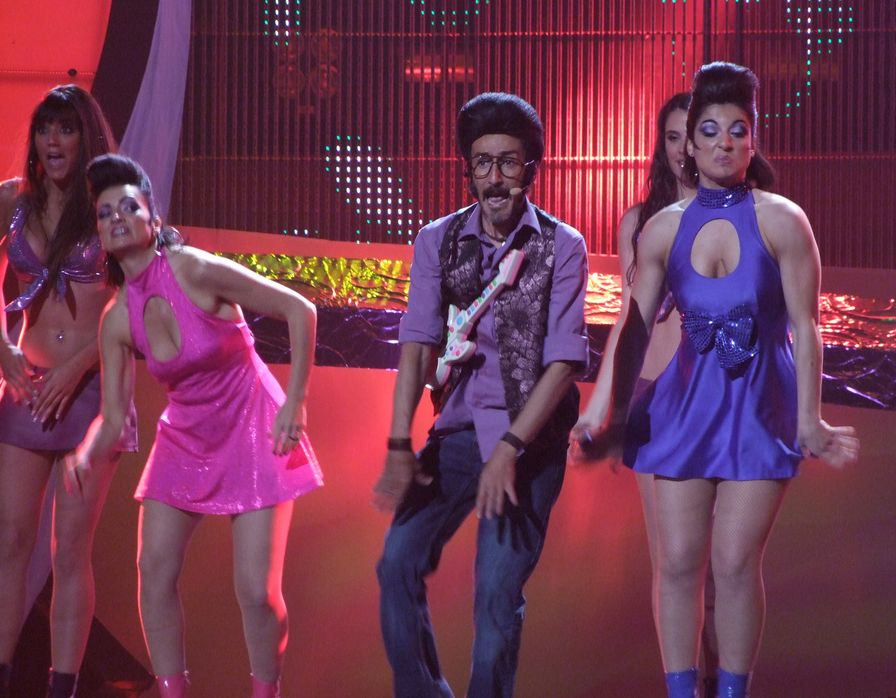
Rodolfo Chikilicultare på Eurovision Song Contest 2008.

Rodolfo Chikilicuatre är en spansk TV-personlighet och komisk figur som gestaltas av David Fernández Ortiz. David är född 24 juni 1970 i Barcelona, Spanien. Chikilicuatre representerade Spanien i Eurovision Song Contest 2008 i Belgrad, Serbien. Tävlingsbidraget Baila el Chiki-Chiki blev en stor hit i Spanien. Efter vinsten på hemmaplan tvingades vissa delar av texten ändras då det inte är tillåtet med politiska utspel i den internationella finalen. 